# マリナ (ケント公爵夫人)
ケント公爵夫人マリナ （Princess Marina, Duchess of Kent, ギリシア語: Πριγκίπισσα Μαρίνα της Ελλάδας, 1906年12月13日 - 1968年8月27日）は、イギリス王族のケント公ジョージ妃。ギリシャ王ゲオルギオス1世の孫で、同じくギリシャ王家出身のエディンバラ公フィリップの従姉に当たる。

## 生涯

### 幼少期

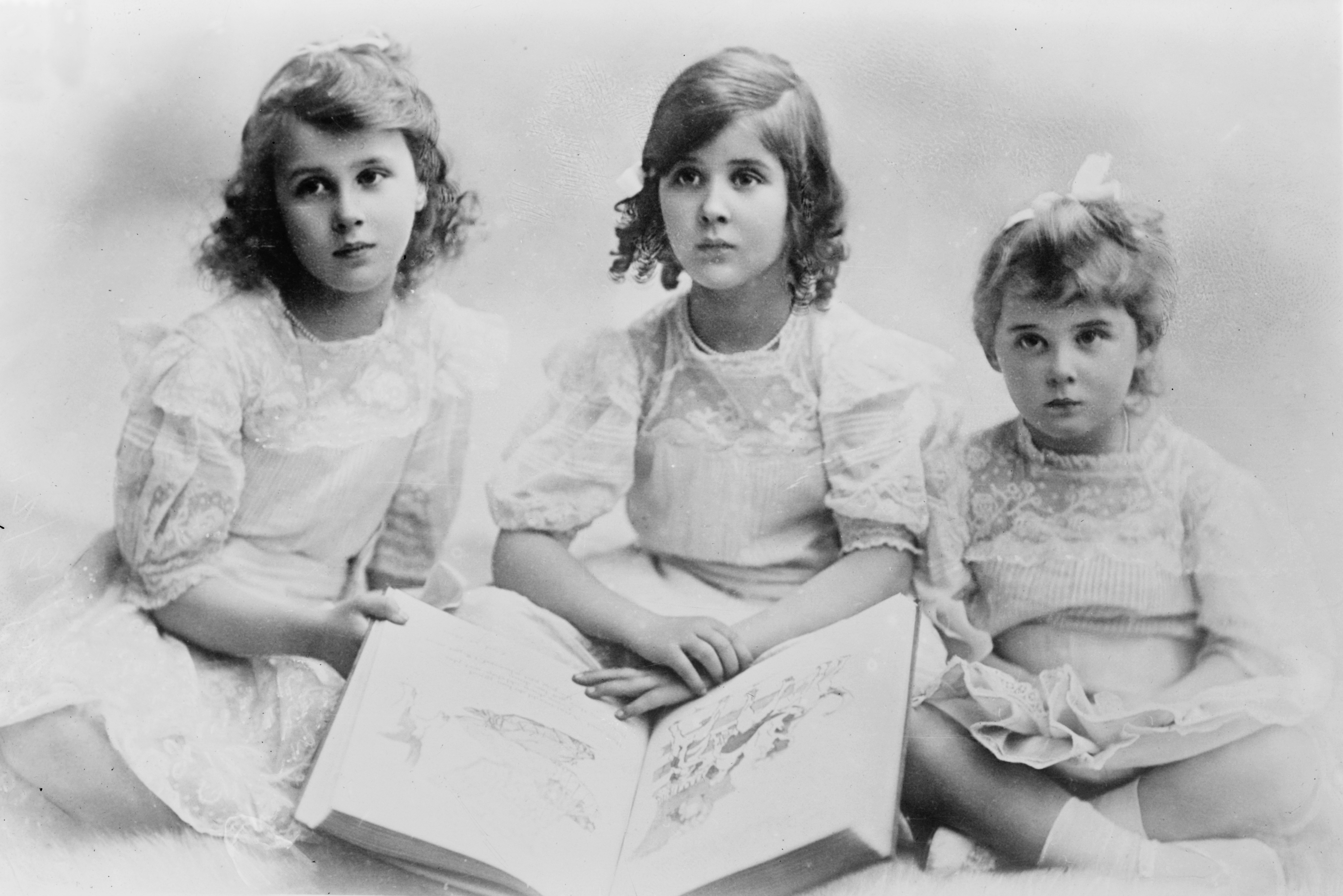
右から幼少期のマリナ、エリサヴェト、オルガの三姉妹

ギリシャ王子ニコラオス（ゲオルギオス1世の三男）とその妃であったロシア大公女エレナ・ウラジーミロヴナの三女として、アテネで生まれ、その年の末に洗礼を受けた。代父母にはゲオルギオス1世やイギリス王エドワード7世、叔父アンドレアス王子、ロシアのボリス・ウラジーミロヴィチ大公、ウェールズ公妃メアリー、ロシアのヴィクトリア・フョードロヴナ大公妃がいる。姉にオルガ（ユーゴスラビア王子パヴレ妃）、エリサヴェト（テーリンク＝イェッテンバッハ伯爵カール・テオドール夫人）がいる。
11歳の時にギリシャ国内でクーデターが起きたことから、海外での亡命生活を余儀なくされ、以降フランスのパリで過ごすこととなった。

### 結婚
1934年11月29日、又従兄にあたるケント公ジョージ（ゲオルギオス1世の姉がジョージの祖母アレクサンドラ）とウェストミンスター寺院で結婚した。夫との間に2男1女をもうけた。
- エドワード（1935年 - ） - ケント公
- アレクサンドラ（1936年 - ）
- マイケル（1942年 - ）

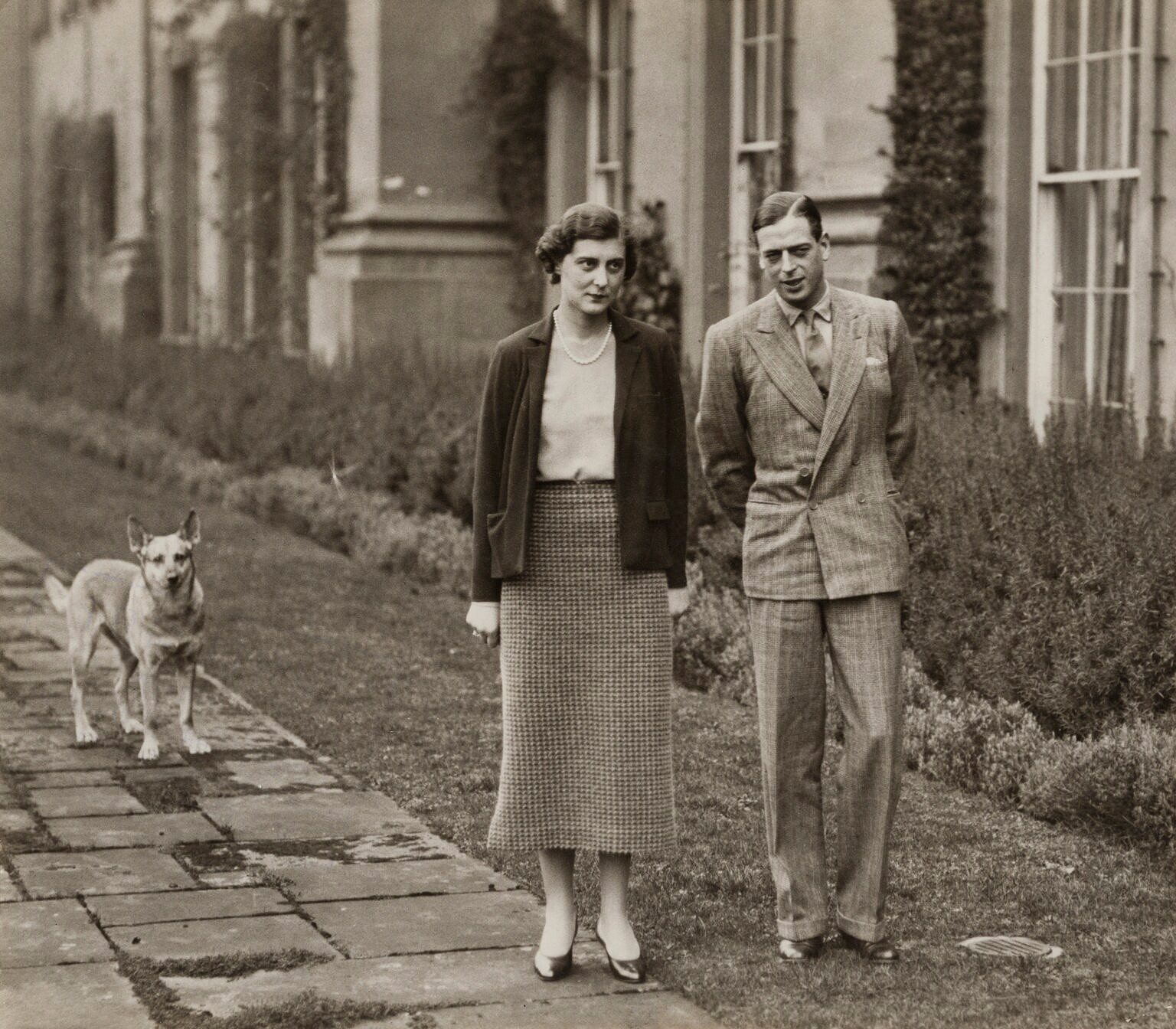
ケント公ジョージと共に（1934年）
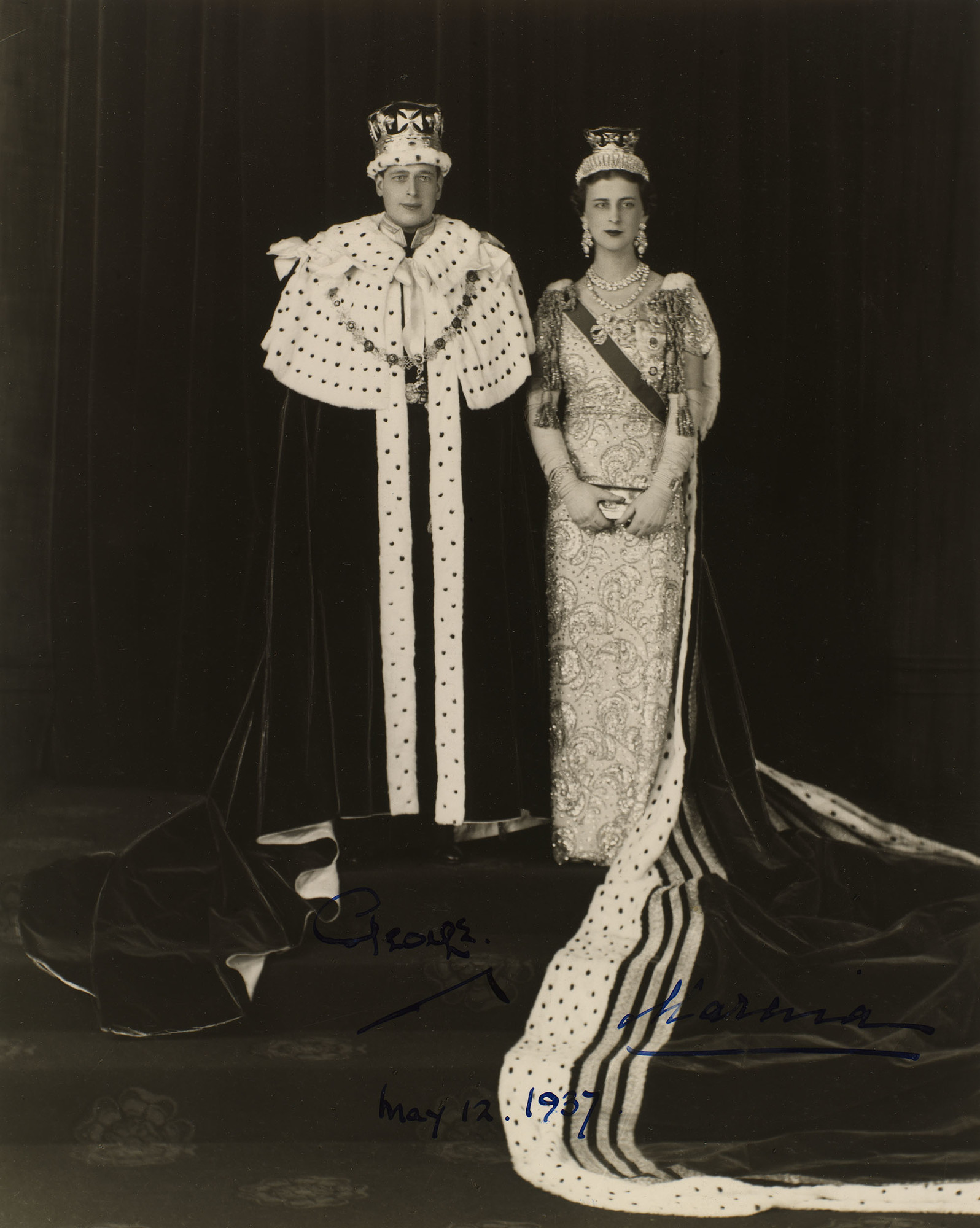
ジョージ6世の戴冠式でのケント公爵夫妻（1937年5月12日）

### 王族として
1942年8月25日、スコットランド・ケイスネス沖合の北海で、イギリス空軍で活動中のケント公が、操縦していた飛行機の墜落で事故死した。
夫の死後、イギリス王室の一員としてマリナは広い分野で公務を務めた。彼女は長くオールイングランド・ローンテニス・アンド・クローケー・クラブの総裁を務めた。

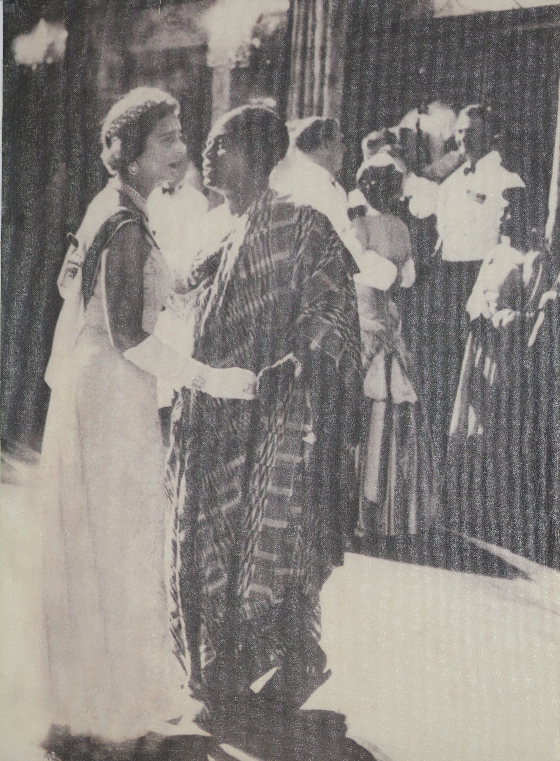
エンクルマ大統領と踊るマリナ

1957年3月、イギリスの旧植民地ガーナが独立する際、エリザベス2世の代理として独立式典に出席した。50年後、ガーナ独立50周年式典の際には、マリナの長男ケント公エドワードがエリザベス2世の代理として出席した。
1966年9月、イギリス保護領ベチュアナランドがボツワナとして独立する際、ケント公爵夫人マリナが再び女王の代理として独立式典に出席した。首都ハボローネにある公立病院の名はマリナにちなみ、プリンセス・マリナ・ホスピタルと名付けられた。
マリナは、1963年から亡くなる1968年までケント大学初代総長を務めた。1968年8月27日、マリナは脳腫瘍のためケンジントン宮殿で死去した。